# Sanctuaire gallo-romain de Mazamas
Le sanctuaire gallo-romain de Mazamas est un ensemble de deux temples jumeaux situé dans la commune de Saint-Léomer, dans le département français de la Vienne.
Les deux temples de type « classique », au sein d'un même enclos, succèdent à un fanum édifié environ un siècle plus tôt. Le site est abandonné au IIIe siècle. L'occupation reprend au Moyen Âge, mais selon des modalités toutes différentes : habitat et agriculture.
Les vestiges sont classés comme monuments historiques en 1973.

## Localisation
Dans la géographie antique, le site de Mazamas se trouve aux confins sud du territoire des Pictons, non loin de ceux des Bituriges Cubes et des Lémovices. Aucune agglomération secondaire n'est signalée à proximité.
Le sanctuaire est établi à mi-pente d'un vallon, côté sud, à un peu plus de 4 km au sud de Saint-Léomer et 8 km au sud-est de Montmorillon.

## Historique et études archéologiques
Le site est occupé au Néolithique moyen puis à l'époque laténienne mais, dans ce dernier cas, il n'est pas certain qu'il s'agisse d'un sanctuaire.

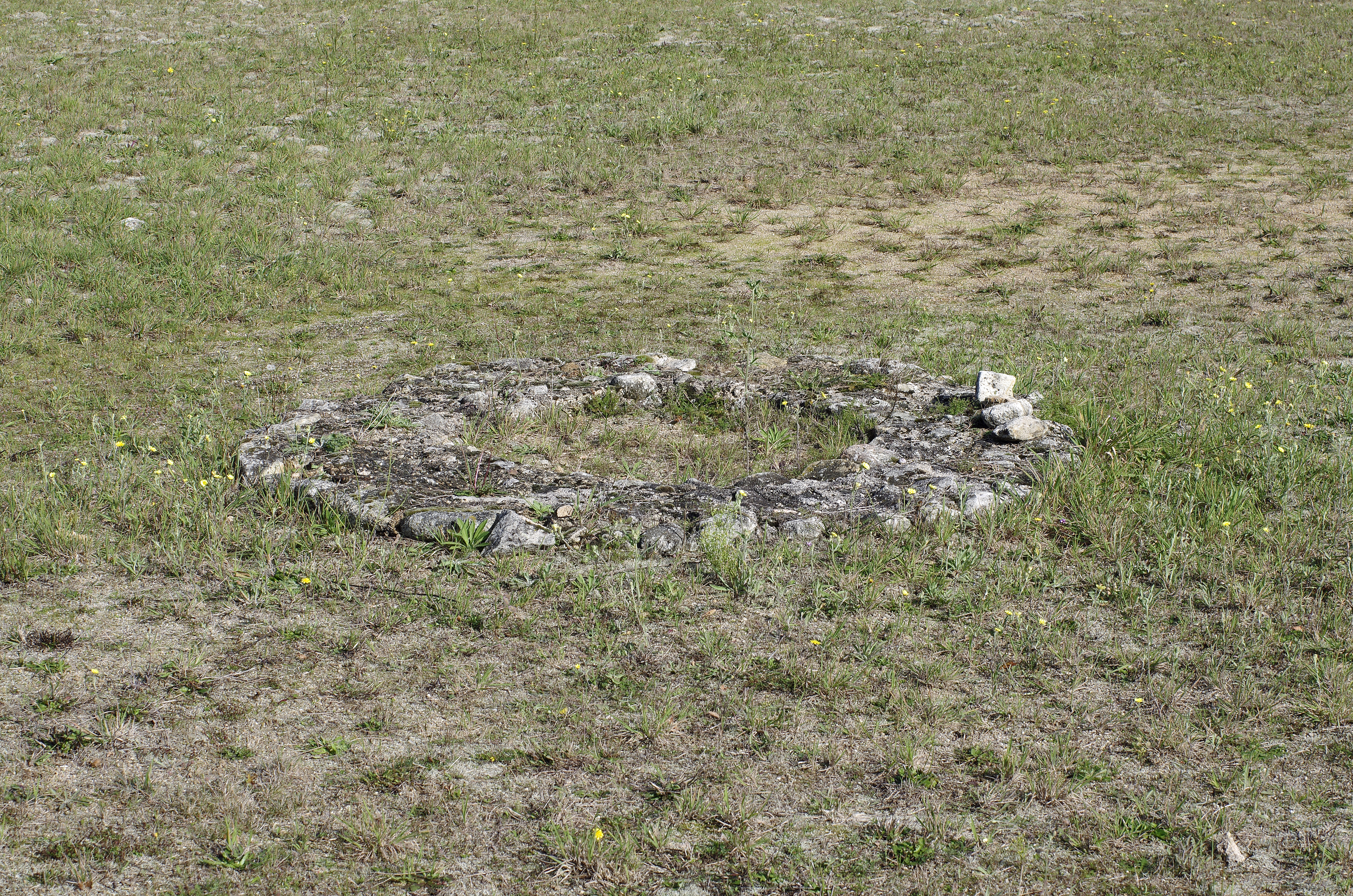
Puits médiéval.

Un premier fanum à cella carrée et à galerie de circulation est construit dans la seconde moitié du Ier siècle av. J.-C. (premier état). Un sanctuaire de deux temples jumeaux lui succède au Ier siècle apr. J.-C. (second état). Les temples sont abandonnés dans le courant ou à la fin du IIIe siècle.
Un hameau, mentionné par les sources au XIIe siècle, occupe le site mais peu de structures, à l'exception notable d'un puits qui recoupe le mur du premier péribole, sont construites dans l'enceinte du sanctuaire.
Après la Seconde Guerre mondiale, le site du sanctuaire est régulièrement pillé mais les ruines sont considérées comme celles du « château de Mazamas ». En 1964, la nature antique du site est reconnue par l'antiquaire François Eygun et pendant plus de trente ans, Émile de Lavergne, un professeur de médecine propriétaire du terrain, procède à des fouilles rigoureuses du site, l'enclot et pose des panneaux indicatifs.
Les vestiges font l'objet d'un classement au titre des monuments historiques par arrêté du 16 août 1973.
En 2017, la commune de Saint-Léomer rachète le site à Émile de Lavergne et engage les premiers travaux de mise en valeur.

## Description

Plan du sanctuaire.

### Premier état
L'espace enclos se développe sur 885 m2 et un bâtiment ou un portique en marque l'entrée. Le fanum n'est pas centré dans ce péribole ; il est plus proche du mur occidental. Les seuils de sa cella et de sa galerie périphérique, localisés, montrent qu'il s'ouvre à l'est, selon la disposition la plus couramment observée. L'épaisseur de ses murs permet d'attribuer à la cella une hauteur d'au moins sept mètres.
Lors de son remplacement par le second sanctuaire, les murs du fanum et du péribole sont démontés à des degrés divers. Ils sont soit totalement épierrés, et il ne subsiste que leur « trace fantôme » sous la forme de tranchées de récupération comblées, soit déconstruits jusqu'au niveau des fondations qui demeurent au moins partiellement en place.

### Second état
Le sanctuaire se compose de deux temples jumeaux de type « classique » à pronaos (temple gréco-romain). Les deux temples, dont le plan au sol est identique, s'ouvrent à l'est à l'intérieur d'un péribole d'une superficie de 3 500 m2, ce qui fait de cette aire sacrée l'une des plus vastes du centre-ouest de la France,.
Le côté oriental du péribole, dans lequel est aménagé le dispositif d'accès à l'enclos, est pourvu intérieurement d'un double portique flanqué, à chacun de ses angles, d'un pavillon,. Deux portes monumentales sont présentes, une à l'extérieur du portique, l'autre à l'intérieur, l'ensemble formant un propylée monumental.
La maçonnerie des temples est réalisée en moellons de petit appareil.

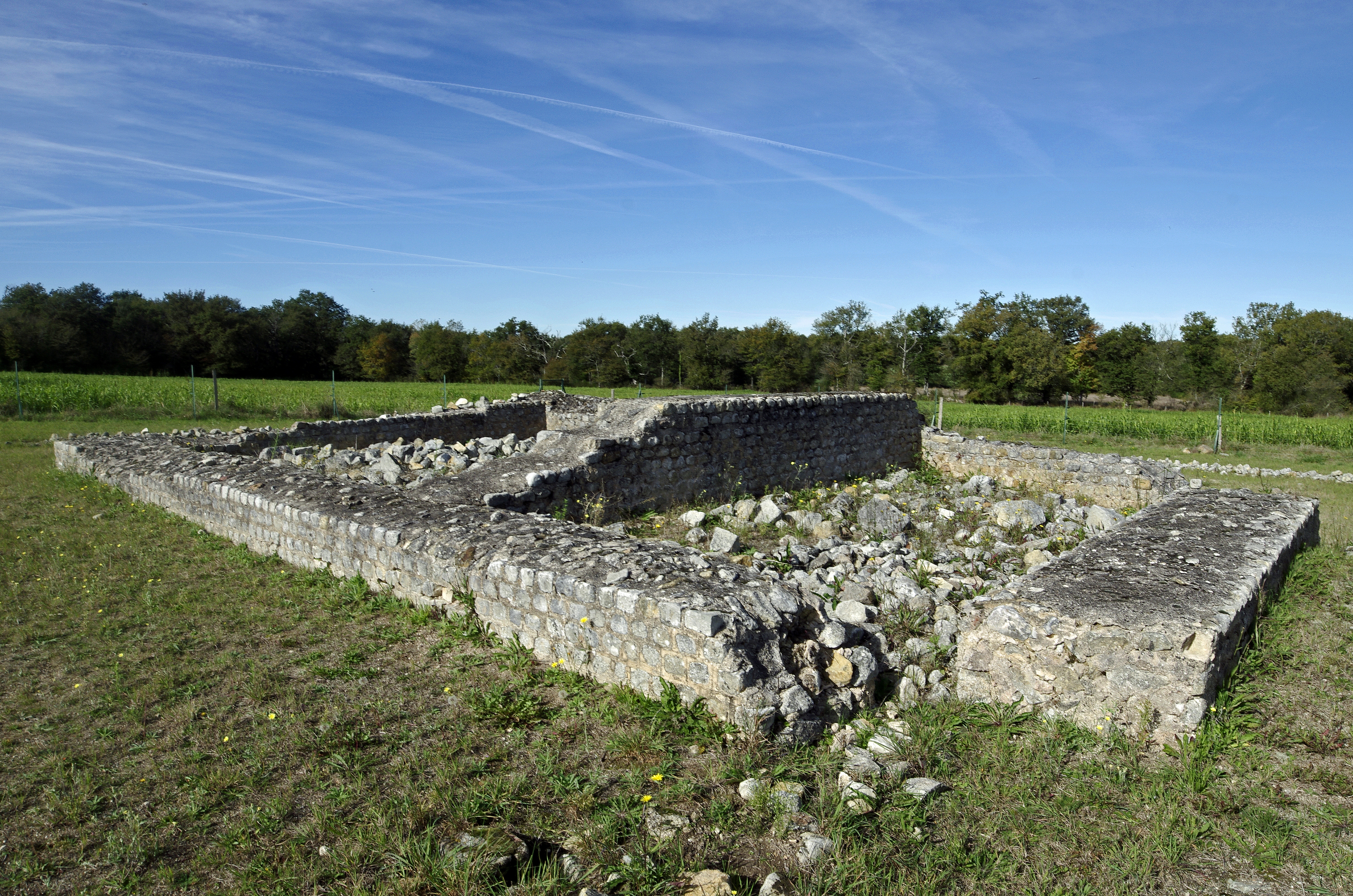
Le temple nord.
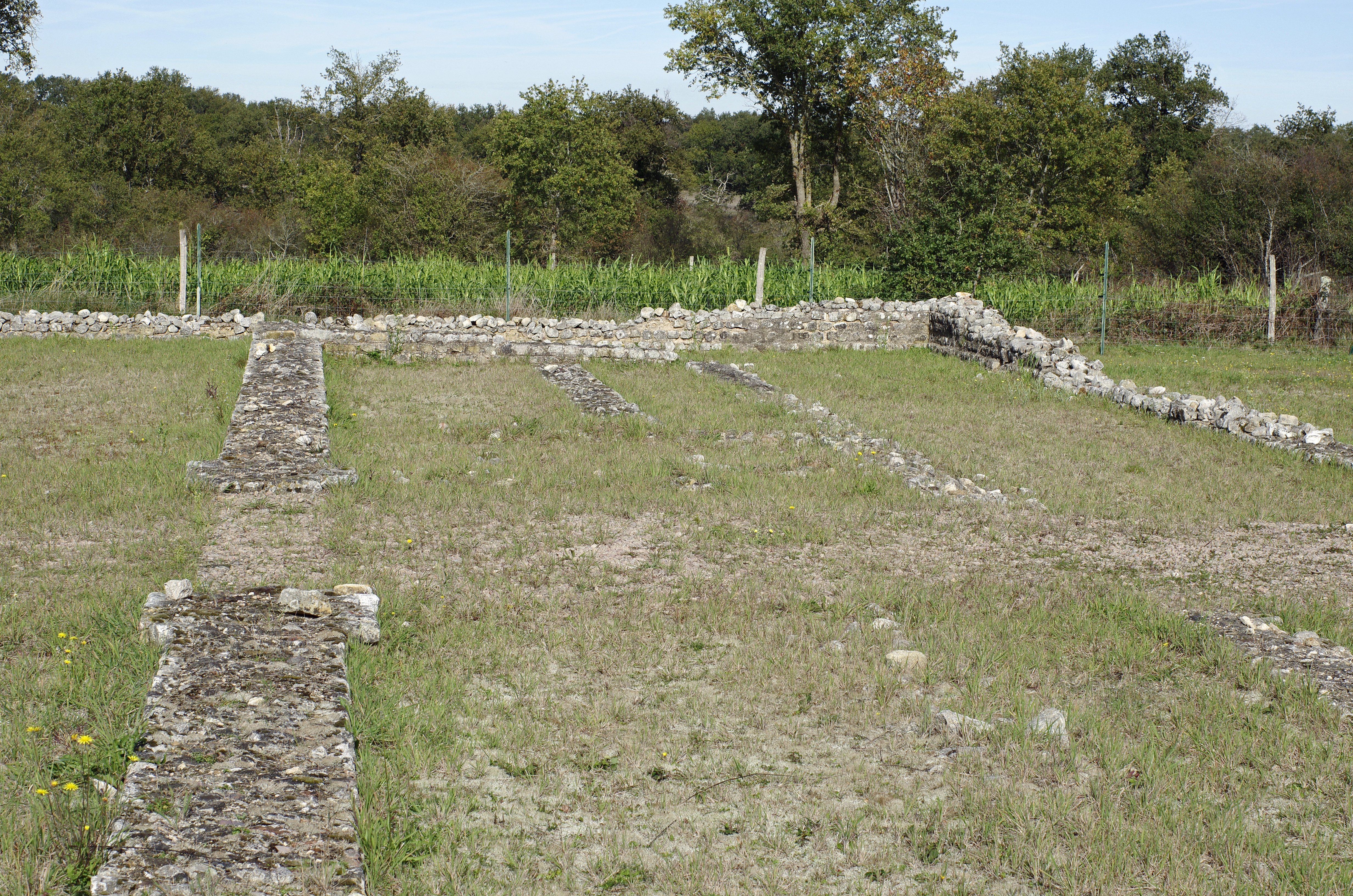
Le double portique.